# XIe législature des Cortes de Castille-La Manche
La XIe législature des Cortes de Castille-La Manche est un cycle parlementaire des Cortes de Castille-La Manche, d'une durée initiale de quatre ans, ouvert le 22 juin 2023 à la suite des élections du 28 mai précédent.

## Historique
La XIe législature s'ouvre le 22 juin 2023. Pablo Bellido, du PSOE, est réélu président à la majorité absolue de 17 voix. Son élection est suivie de celle des deux vice-présidents et des deux secrétaires, le PSOE et le Parti populaire (PP) en obtenant un chacun.

## Bureau des Cortes
Le bureau des Cortes de Castille-La Manche rassemble le président, deux vice-présidents et deux secrétaires. Le président est élu à la majorité absolue des députés au premier tour, à la majorité simple au second entre les deux candidats ayant recueilli le plus grand nombre de suffrages lors du premier vote. Les vice-présidents et secrétaires sont élus à la majorité simple : les deux candidats qui obtiennent le plus grand nombre de voix sont proclamés élus.
| Poste                    | Titulaire             | Parti | Parti | Circonscription |
| ------------------------ | --------------------- | ----- | ----- | --------------- |
| Président                | Pablo Bellido         |       | PSOE  | Guadalajara     |
| Première vice-présidente | Josefina Navarrete    |       | PSOE  | Albacete        |
| Second vice-président    | Santiago Lucas-Torres |       | PP    | Ciudad Real     |
| Premier secrétaire       | Fernando Mora         |       | PSOE  | Tolède          |
| Seconde secrétaire       | Tania Andicoberry     |       | PP    | Albacete        |

## Groupes parlementaires
Le règlement des Cortes de Castille-La Manche dispose que les députés pourront former des groupes parlementaires, à condition que chacun d'entre eux compte au moins 3 membres. Les députés d'un même parti ayant concouru dans les cinq circonscriptions électorales et ayant remporté au moins 5% des votes valides à l'échelle régionale peuvent également former un groupe parlementaire. Les députés appartenant à un même parti ne peuvent former de groupes parlementaires séparés. Les députés ne peuvent intégrer que le groupe parlementaire du parti politique pour lequel ils ont concouru aux élections. Les députés qui ne sont pas membres d'un groupe parlementaire intègrent le groupe mixte si leur nombre est supérieur à trois. Dans le cas contraire, ces députés seront considérés comme non-inscrits.
| Nom | Nom               | Début | Fin | Président    | Porte-parole     |
| --- | ----------------- | ----- | --- | ------------ | ---------------- |
|     | Groupe socialiste | 17    |     | Ángel Godoy  | Isabel Abengózar |
|     | Groupe populaire  | 12    |     | Paco Núñez   | Carolina Agudo   |
|     | Groupe Vox        | 4     |     | David Moreno | Iván Sánchez     |

## Commissions parlementaires
| Commission                                                          | Président              | Parti | Parti | Circonscription |
| ------------------------------------------------------------------- | ---------------------- | ----- | ----- | --------------- |
| Commissions permanentes législatives                                |                        |       |       |                 |
| Commission de l'Agriculture, de l'Élevage et du Développement rural | Isabel Sánchez         | PSOE  |       | Albacete        |
| Commission des Affaires générales                                   | Fernando Mora          | PSOE  |       | Tolède          |
| Commission du Bien-être social                                      | Francisco Barato       | PSOE  |       | Ciudad Real     |
| Commission du Développement durable                                 | Antonio Sánchez        | PSOE  |       | Albacete        |
| Commission de l'Économie et du Budget                               | Dolores Merino         | PP    |       | Ciudad Real     |
| Commission de l'Économie, des Entreprises et de l'Emploi            | Paloma Jiménez         | PSOE  |       | Cuenca          |
| Commission de l'Éducation, de la Culture et des Sports              | Rosario García         | PSOE  |       | Tolède          |
| Commission de l'Équipement                                          | Pablo Camacho          | PSOE  |       | Ciudad Real     |
| Commission de l'Égalité                                             | María Jesús Merino     | PSOE  |       | Guadalajara     |
| Commission de la Santé                                              | José Antonio Contreras | PSOE  |       | Tolède          |
| Commissions permanentes non-législatives                            |                        |       |       |                 |
| Commission du Règlement et du Statut des députés                    | Pablo Bellido          | PSOE  |       | Guadalajara     |
| Commission des Pétitions et de la Participation citoyenne           | Josefa Navarrete       | PSOE  |       | Albacete        |
| Commission du Contrôle de la radiotélévision régionale              | Paloma Sánchez         | PSOE  |       | Tolède          |
| Commission des politiques d'intégration du handicap                 | Antonio Sánchez        | PSOE  |       | Albacete        |

## Gouvernement et opposition
| Candidat                    | Date                                      | Vote       |      |    |     | Résultat |
| Candidat                    | Date                                      | Vote       | PSOE | PP | Vox | Résultat |
| Emiliano García-Page (PSOE) | 6 juillet 2023 (majorité absolue requise) | Oui        | 17   |    |     | 17 / 33  |
| Emiliano García-Page (PSOE) | 6 juillet 2023 (majorité absolue requise) | Non        |      | 12 | 4   | 16 / 33  |
| Emiliano García-Page (PSOE) | 6 juillet 2023 (majorité absolue requise) | Abstention |      |    |     | 0 / 33   |

## Désignations

### Sénateurs
| Parti | Parti                           | Sénateurs désignés             | Voix |
| ----- | ------------------------------- | ------------------------------ | ---- |
| PP    |                                 | Miguel Ángel de la Rosa Martín | 11   |
| PSOE  |                                 | Juan Ramón Amores García       | 9    |
| PSOE  | María del Pilar Zamora Bastante | 9                              |      |

- Désignation : 31 août 2023.